# Швабська війна
Швабська війна (нім. Schwabenkrieg) — збройний конфлікт 1499 року між Старою Швейцарською конфедерацією та Швабським союзом, який підтримував імператор Священної Римської імперії Німецької нації.

## Передісторія
На тлі централізації влади в багатьох державах Європи у Священній Римській імперії Німецької нації було ухвалено рішення про проведення «Імперської реформи» — реформи, яка нібито спрямована на об'єднання держави, але в реальному житті закріпила політичну роздробленість імперії. 1495 року проєкт затверджено. Основою його реалізації мали стати об'єднання міст. З цією метою створено Швабський союз, розташований на півдні імперії.
Зразу після початку реформи Швейцарська конфедерація почала переговори з Францією. Вона вже укладала договори про допомогу з французькими королями в 1453, 1470, 1474 і 1475 роках.
Тим часом Максиміліан I, представник династії Габсбургів, після обрання імператором, вирішив «зміцнити» свою владу в регіоні та запобігти сепаратизму. Він зрозумів, що присутність французів у південній частині Швабії послабить німецький вплив на півдні імперії, тим самим поставивши під загрозу безпеку в Австрії та Швабії. 1497 року затверджено план захисту від можливого нападу військ Швейцарської конфедерації. Фактично війною керував Максиміліан I, тому того ж року Швабський союз йому повідомив, що він може розраховувати на союз тільки як на помічника в регіоні, а не як на союзника загальноімперського значення, і повинен до фінансування війни підключити всю імперію.

## Хід війни

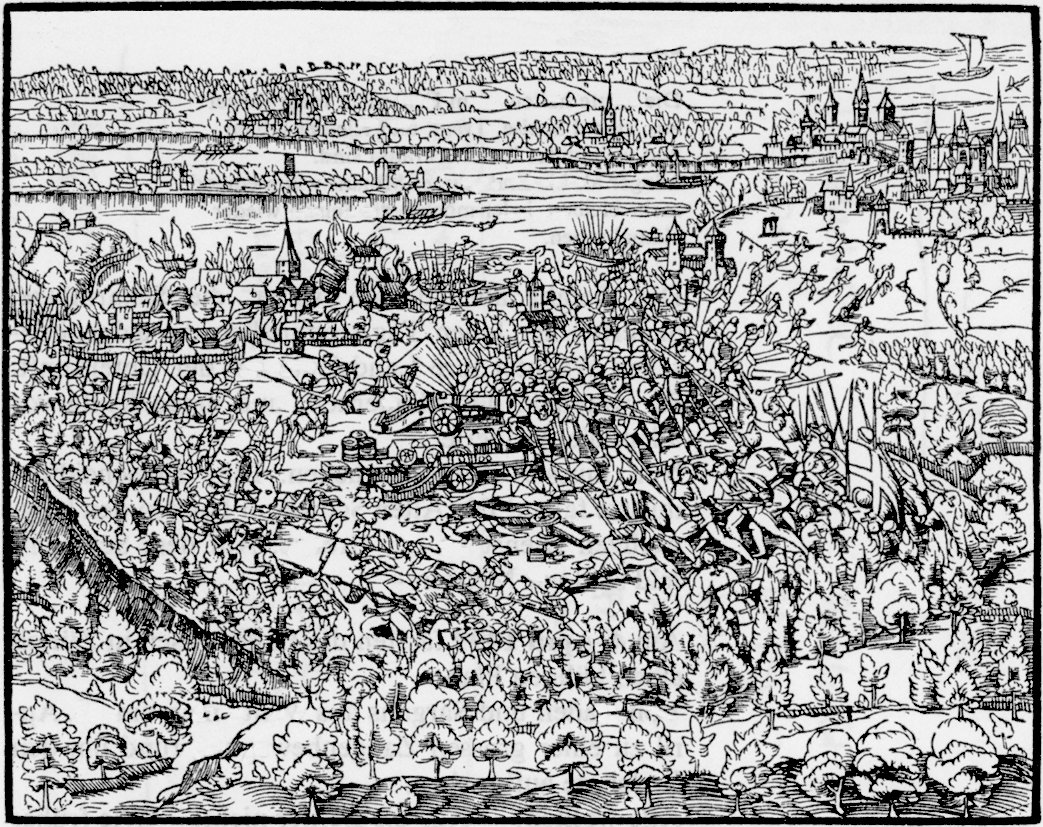
Битва під Швадерло 11 квітня 1499 року. Гравюра з цюрихського видання хроніки Йоганн Штумпф (1548)

На початку року до Швейцарської конфедерації стали прибувати французькі найманці.
20 січня 1499 року в місті Констанц Швабський союз офіційно оголосив війну конфедерації. Командувати армією Швабського союзу став сам імператор. Князі не захотіли взяти у війні участі. Імператору виділили 2000 осіб піхоти та 4 помічники з місцевих міст. 26 січня остаточно затверджено причини, через які Швабський союз має воювати. Дотримуючись їх, він був зобов'язаний оголосити війну Швейцарській конфедерації через зобов'язання перед імператором.
У лютому 1499 року 2000 осіб піхоти, надані імператору, розпущено по домівках, оскільки для їх утримання просто бракувало грошей, тим часом до кінця місяця швейцарці виставили 11 000 кнехтів. 22 лютого відбулася перша велика битва при Гарді, що закінчилося безумовною перемогою конфедерації, попри явну перевагу імперського війська в артилерії. Швабський союз програвав: не було даних розвідки, князі відмовлялися воювати, бракувало людей.
У березні Швейцарська конфедерація продовжила низку перемог, знову, переважно, через незібраність швабської армії. Жителі Швабії цією війною були незадоволені, імперське військо зібрати не вдавалося, призвані в нього солдати постійно дезертирували, а найманці відмовлялися воювати.
11 квітня 1499 року швейцарці завдали армії Швабського союзу поразки в битві при Швадерло. Згідно з «Хронікою Швабської війни» люцернського літописця Ніклауса Шрадіна, напередодні битви швабські найманці розорили швейцарські села Ерматінген, Трибольтінген і Бах. Сильно напившись і навантажившись награбованим добром, вони поверталися до Констанца, коли були атаковані швейцарцями, що сиділи в засідці в лісі. Попри раптовість нападу, що супроводжувався оглушливим шумом від барабанного бою, виття труб, криків і свисту супротивника, шваби спробували організувати оборону, зарядивши гармати і аркебузи, але нетверезі артилеристи не могли поцілити в нападників, яких, до того ж, укривав дим. У паніці шваби втекли до Боденського озера, в якому багато хто потонув; причому полонених швейцарці не брали. Трофеями останніх стали артилерія, стрілецька зброя та обладунки швабів.
Попри це, у травні швейцарцям завдано низку поразок. Тепер і в швейцарській армії почалися проблеми, зокрема бракувало їжі. Одночасно з цим Генріх фон Фюрстенберг, командувач військ Швабського союзу, скаржився на брак боєприпасів та гармат.
22 липня 1499 року відзначилося новою перемогою швейцарців у битві під Дорнахом поблизу Золотурна.
12 серпня 1499 року війська з Бадена, Бранденбурга і Вюртемберга, керовані своїми лідерами, без дозволу імператора залишили Швабію. Зразу після цього між швейцарцями та імператором укладено перемир'я, за яким 22 вересня укладено й остаточний мир у Базелі.

## Підсумок
У результаті війни Швейцарська конфедерація фактично відокремилася від Священної Римської імперії Німецької нації остаточно, порвавши з нею всі зв'язки. Незалежна конфедерація стала основою для утворення сучасної держави Швейцарія. Зі Священною Римською імперією підписано Базельський мир.
Швабія зазнала величезних економічних втрат, міста не отримали жодної вигоди.